# Jon Howard
Jonathan Michael Howard (Mechanicsburg, 27 de abril de 1985) é um músico, produtor musical e membro da banda de pop punk Paramore.

## Carreira

### Dizmas
Em 2004, pouco depois de concluir o curso superior, Jon se mudou para Lancaster, na Califórnia, para se juntar à banda Dizmas. Depois de centenas de shows e três gravações em estúdio, os membros da Dizmas seguiram em frente com outros desafios.

### Stellar Kart
Jon se mudou para Nashville, Tennessee, no início de 2009. Lá, juntou-se a Stellar Kart, banda na qual tocou até o verão de 2010, quando começou a seguir carreira como cantor solo.

### General Ghost
Em seguida, formou a banda General Ghost, juntamente com Kyle Rictor. Eles lançaram o primeiro EP, Give Me To The Waves, em 17 de janeiro de 2012. O EP está disponível para download online no iTunes, Amazon e no site da banda. Logo depois, lançou o EP If Then, lançado no mesmo ano, além do álbum de estúdio chamado Drifter Painter Drinker Sinner, lançado em 2014.[carece de fontes?]

### Turnê
Jon tem canções escritas por vários artistas relevantes no cenário internacional. Os trabalhos incluem canções para nomes como Kutless ("I'm Still Yours" e "Remember Me", ambas co-escritas com Nick De Partee e encontradas no álbum de 2009 It Is Well), e também para Disciple e Addison Road.
No verão de 2010, Jon começou a viajar em turnê com a banda Paramore apresentando-se como guitarrista, tecladista e percussionista.

## Vida pessoal
Jon é casado com Natalie Taylor